# Scottocalanus persecans
Scottocalanus persecans är en kräftdjursart som först beskrevs av Giesbrecht 1895.  Scottocalanus persecans ingår i släktet Scottocalanus och familjen Scolecitrichidae. Inga underarter finns listade i Catalogue of Life.